# BACK ARROW
《BACK ARROW》（日語：バック・アロウ），日本原創電視動畫，由2021年1月8日起播映，共24集。由谷口悟朗執導，中島一基擔綱系列構成以及全集編劇，大高忍負責人物原案，動畫製作公司為Studio VOLN。

## 故事簡介
林迦陵鐸（リンガリンド）是被巨壁環繞的世界。世界壁包覆這片大地並將其保護、孕育、培養至今，被視作林迦陵鐸的根基。林迦陵鐸分為兩個大國，分別是崇尚武勇的烈火凱帝國（レッカ凱帝国）和崇尚知性的琉托卿和國（リュート卿和国）。在這個世界中，人們可以使用信念臂環（バインドワッパー）將自身信念，即是最相信的精神支柱具現化，造出信念機裝（ブライハイト）來戰鬥。信念機裝的能力會反映出使用者的信念。在機裝戰中落敗的人會死亡。在林迦陵鐸，每月會出現一次落寶（ラクホウ），從空中掉進林迦陵鐸，裏面裝有如信念臂環等超越林迦陵鐸技術水平的各種物件，被視為來自巨壁的禮物。獲得落寶的數量影響國家的技術水平和戰鬥力，因此兩國會爭奪落寶。
某天烈火凱帝國一方收穫落寶後，隨即發現又一落寶掉進林迦陵鐸，落點為在林迦陵鐸邊境、位於伊岐合愁國（イキ合愁国）的葉賈村（エッジャ村）。烈火凱帝國天命宮大長官周畢私下前往視察。落寶中出現了一位神秘男子，失去了記憶的他只知道自己來自壁外的世界。因此，他希望回到壁外。不過，人們都認為壁內就是整個世界，並沒有所謂壁外，所以沒有葉賈村村民相信他。不久後，覬覦落寶的獎金獵人來到村莊破壞。村中的保安官亞塔莉雖以信念機裝抵抗，但仍然無力阻止。眼見亞塔莉快將在機裝戰落敗，神秘男子在落寶中找出一個信念臂環，造出信念機裝並擊敗對方。對方未有因在機裝戰落敗而死亡。在一旁觀察的周畢對於眼前超越常識的事情非常感興趣。由於這個一絲不掛、為村莊帶來麻煩的神秘男子並不記得自己的名字，因此他取「混帳」的諧音，自稱「巴克·阿洛」（Back Arrow）。

## 角色列表

### 葉賈村→格蘭葉賈城艦國
巴克·阿洛（Back Arrow，聲：梶裕貴）
本作主角，隨着落寶掉落到葉賈村的神秘男子，失去記憶，只記得自己來自壁外。名字「巴克·阿洛」是日語「混帳東西」（/Baka Yarō）的諧音。似乎沒有信念，信念機裝為「無我」（ムガ），實際上是神派來毀滅世界的殲滅者。後來被絕岱端（烈火凱帝國的皇帝）說「與其選擇死亡不如超越神吧」才決定跟他合作，對抗魯道夫。
亞塔莉·艾利耶爾（Atlee Ariel，聲：洲崎綾）
葉賈村的保安官。她的信念是「得過且過」，信念機裝為「柳菊」（リュージュ）。主導了「格蘭葉賈城艦國」的建國，並成為城艦國的國王。喜歡阿洛。
艾兒夏·林恩（Elsha Lean，聲：小澤亞李）
葉賈村村長柏庫·林恩的孫女，她的信念是「絶對要活下去」，信念機裝為「夏朵」。在眾村民移居巨大城艦「格蘭葉賈」後繼任為村長，並擔任城艦的導航。喜歡阿洛。
比特·納米塔爾（Bit Namital，聲：小野賢章）
村裡最輕率的人。在眾村民移居巨大城艦「格蘭葉賈」後，被周畢任命為軍師管理大元帥。在周畢因阿洛的殲滅者能力而消失之後，用信念機裝「皆纏」跟巨大城艦「格蘭葉賈」和信念機裝的「夏朵」合體來對抗魯道夫。
周畢（Shu Bi，聲：杉田智和、上田麗奈（兒時））
原為烈火凱帝國天命宮大長官，曾與魁婁丹立下兩人一同改變烈火的誓約「北壁之誓」。在烈火與格蘭葉賈的交戰中倒戈，加入格蘭葉賈一方並擔任軍師一職。
在阿洛的殲滅者記憶被魯道夫喚醒而失控之時設計消除了阿洛的信念機裝，隨即被阿洛的能力消滅。但實際上被消滅的僅是信念機裝，之後又再度出現並消除了阿洛的殲滅者能力。
索拉·艾辛（Sola Athin，聲：關智一）
村裡的醫生。真實身份是琉托卿和国前任機甲卿「維爾納·康拉托」，在菲妮公主的一次飛行中失手誤傷了公主，以此為契機離開了琉托，實際上是魯道夫在他的武器上動了手腳。知道真相之後跟魯道夫打，結果打不過，跑去保護在旅館的葉賈村居民，之後被琉托卿和國的部隊殺害。
柏庫·林恩（Burk Lean，聲：河本邦弘）
葉賈村前任村長，在眾村民移居巨大城艦「格蘭葉賈」後將村長之位交付孫女艾兒夏。對村子的未來抱持保守的態度。

### 烈火凱帝國
魁婁丹（Kai Rhodan，聲：置鮎龍太郎、小島幸子（兒時））
烈火凱帝國的「無敵將軍」。他的信念是「天下無雙」，信念機裝為「機漢」（ギガン）。曾與周畢立下兩人一同改變烈火的誓約「北壁之誓」，故不能原諒周畢的背叛。
蓮欣（Ren Sin，聲：潘惠美）
烈火凱帝國軍人。原為周畢的隨從，周畢背叛後成為魁婁丹的部下。她的信念是「絶不原諒不義之徒」，信念機裝為「瞬烈」。不能原諒周畢的背叛。
絕岱端（Zetsu Daidan，聲：堀內賢雄）
君臨烈火凱帝國的「凱帝」，看似老態龍鍾卻有著強大的實力，能以肉體對抗信念機裝，在機裝顯現時需要裝備10個信念臂環，否則臂環會因無法承受其過於強大的信念而炸裂。後期甚至能裝備20個信念環，裝備阿洛的機裝化身成的穆加劍時，能同時再生以抵抗損傷，信念機裝為「王嚴」。必殺技是霸道天弓，第21話被魯道夫重創但同時耗光他的信念環並同歸於盡。在第24話暫時回歸，因碑文山被破壞和阿洛給予的信念，最終要消失前和菲諾瓦、剩下林佳陵澤的人一同使出信念同心聯擊擊敗選帝卿，將其送至阿洛等人所在位置補充信念子。
丁寶和（Tae Howa，聲：三宅健太）
原為烈火凱帝國宰相，後背叛烈火，操縱魯道夫提供的巨大城艦企圖征服烈火，被絕岱端消滅。
白登昌（Bai Toatsu，聲：稻田徹）
烈火凱帝國的「北方將軍」。
豪展賀（Goh Zanga，聲：檜山修之）
烈火凱帝國的「西方將軍」。
姜明傑（Kyo Meiketsu，聲：間島淳司）
烈火凱帝國武防宮長官，在丁寶和背叛後繼任為宰相。

### 琉托卿和國
菲妮·佛爾忒（Fine Forté，聲：小清水亞美）
琉托卿和國六大卿之一的「皇女卿」。崇尚愛與和平的公主，機裝能力是將受到的傷害轉化用於治療他人，但在一次飛行中被維爾納誤傷而墜落，治療過程中接受了魯道夫的血液，之後誕生出了一個殘暴嗜血的第二人格「菲諾瓦」，機裝能力是將傷害用於治療自己，直到第19話才消失。遭到被魯道夫煽動的民眾攻擊，並被魯道夫剝奪皇女卿之位，之後加入格蘭葉賈一方。
普菈可·康拉托（Prax Conrad，聲：小松未可子）
琉托卿和國六大卿之一的「機甲卿」，對菲妮公主有著異於常人的忠誠心，維爾納是她的哥哥。一開始誤以為是維爾納誤傷公主，跟他敵對，直到跟艾兒夏對決中敗北，才跟他和解。在菲妮公主被放逐後追隨公主加入格蘭葉賈一方。第20話跟魯道夫對峙的時候，才知道是魯道夫做的。
巴蘭（Baran Sujita，聲：間宮康弘）
琉托卿和國六大卿之一的「軍事卿」。
琵斯·古林豪斯（Peath Glinhouse，聲：遠近孝一）
琉托卿和國六大卿之一的「政務卿」。在菲妮公主被放逐後繼任為琉托的國王，後被失控的阿洛消滅。
狄麥因·夏夫特（Demyne Shaft，聲：北澤力）
琉托卿和國六大卿之一的「科學卿」。
魯道夫·空達克托列（Rudolf Conductore，聲：三木真一郎）
琉托卿和國六大卿之一的「選帝卿」。平時身材肥胖，在會見他人時會轉變成肌肉男的形象。誤傷公主的罪魁禍首。自稱是神的使者，喚醒阿洛身為殲滅者的記憶並企圖將林迦陵鐸導向破滅。
漢斯·帕爾丁（Hans Paldin，聲：中村太亮）
普菈可率領的「普菈可機甲師團」成員。
弗力茲·克勞斯（Fritz Kraus，聲：羽多野涉）
普菈可率領的「普菈可機甲師團」成員。
蒂梭南莎（Dissonanza，聲：井上喜久子）
魯道夫的小丑管家。

### 伊岐合愁國
葛萊伊（聲：土田大）
伊岐合愁國總統。

## 製作
中島一基早在2017年就完成了《BACK ARROW》的劇本創作，比2017年舞台劇《髑髏城的七人》和2019年動畫《普羅米亞》都要早完成。中島在訪談中表示動畫拖了3年才正式播映並沒有對劇本有重大影響，但笑言播映時期跟《進擊的巨人 Final Season》重疊，讓梶裕貴（同為《進擊的巨人》主角艾倫的聲優）同時處於進入牆內和離開牆內的狀態。中島跟谷口悟朗兩人的合作，源於製作人向中島提議他跟谷口合作創作一部原創動畫。中島稱《槍與劍》、《惑星奇航》等幾部谷口的作品他都很喜歡，覺得他是會好好地創作的導演，於是答應了。在確定兩人合作之後，在很早的階段就有做機器人動畫的意見。雖然在籌劃階段也曾考慮過「轉生類作品」、「作品」等創作方向，但是最終還是覺得機器人動畫適合中島和谷口兩人的搭配。
本作的角色設計原案出自《魔奇少年》、《東方少年》漫畫家大高忍之手。谷口指大高創作的漫畫角色服飾都很好，服裝設計滿是讓人容易明白的記號，是他在這部作品想有的要素。他特別提到，動畫師為了作畫不複雜，和容易繪畫透視效果，而會在設計角色時，不加入複雜的服裝設計；但漫畫家就沒有這個想法。有了原案之後，再讓菅野利之將之整理為容易繪畫的線條。谷口向大忍要求烈火凱帝國的角色設計要做成大概是亞洲的樣子，琉托卿和國的就大概要是歐洲；然後就交給大忍決定要怎樣去拿捏亞洲和歐洲。
信念機裝設計由天神英貴負責。谷口向天神這樣形容機器人的設計：「不是工業製品。也不是軍事上的東西。也沒有必要考慮補給、補充或者替換部件。每個人都有不同的信念機裝。要說的話，就是換裝人偶。」機器人的打鬥場景原本是打算手繪的，但考慮到這個時代會畫機器人打鬥的人很少，而且成品可好可壞，於是決定使用3D電腦繪圖。最終前半使用3D電腦繪圖，後半則改為兩者兼用。

### 製作人員
- 導演：谷口悟朗
- 系列構成、編劇：中島一基
- 角色原案：大高忍
- 角色設計、總作畫監督：菅野利之
- 信念機裝設計：天神英貴
- CG動作監修：山根理宏
- 音樂：田中公平
- CG製作：Dynamo Pictures
- 攝影：Chiptune
- 背景：Studio Wyeth
- 動畫製作：studio VOLN

## 主題曲
片頭曲
《dawn》（第1話－第12話）
作詞、主唱：LiSA，作曲：草野華余子、堀江晶太，編曲：堀江晶太
第1話作特別片尾曲使用。
《鼓動》（第13話－第24話）
作詞：Eir，作曲、編曲：山田龍平
主唱：藍井艾露
片尾曲
《世界的盡頭》（セカイノハテ）（第1話－第12話）
作詞、作曲：（LIVE LAB.），編曲：毛蟹（LIVE LAB.）
主唱：齊藤朱夏
第1話作特別片頭曲使用。
《United Sparrows》（第13話－第24話）
作詞：KOHSHI ASAKAWA，作曲：TAKESHI ASAKAWA，編曲、主唱：FLOW
插曲
《狄麥因合唱團之歌》（デマイン合唱団のうた）（第10話、第15話、第17話、第18話）
作詞：中島一基、谷口悟朗，作曲、編曲：田中公平
主唱：狄麥因合唱團
《展現信念的人們啊》（信念を示す者たちよ）（第21話、第24話）
作詞：谷口悟朗，作曲：田中公平，編曲：石塚玲依
主唱：乃藍

## 宣傳
2019年12月28日，宣佈製作由《叛逆的魯魯修》谷口悟朗擔任導演，《天元突破 紅蓮螺巖》《普羅米亞》中島一基擔綱系列構成以及所有集數編劇的原創電視動畫《BACK ARROW》，同時公開一張預告視覺圖。同日《Fate/Grand Order -絕對魔獸戰線巴比倫尼亞-》播映後，初次播映該動畫的電視廣告，廣告旁白為梶裕貴；梶亦會參演該動畫。
2020年3月22日，公布其他主要製作人員，包括《魔奇少年》大高忍負責角色原案，菅野利之擔任角色設計和總作畫監督，田中公平創作配樂，動畫製作公司為studio VOLN；以及主要聲優陣容、故事概要和第1張主視覺圖。11月5日，公佈由2021年1月起開始播映，為期兩個季度；並公開「信念機裝」的基礎設定、其他製作人員（信念機裝設計者天神英貴、CG動作監修山根理宏）以及第2張主視覺圖。11月27日，公開第2條宣傳影片、兩名「琉托卿和國」角色的聲優，並宣佈片頭曲為LiSA主唱的《dawn》，片尾曲為齊藤朱夏主唱的《世界的盡頭》（セカイノハテ）。12月11日，公開第3張主視覺圖、第1條國別宣傳影片「葉賈村篇」，以及宣佈首播日期、時間、電視台。在11日公開「葉賈村篇」宣傳影片後，再分別於18日和25日公開「烈火凱帝國篇」和「琉托卿和國篇」兩條國別宣傳影片，並公開對應的聲優陣容。
2021年3月28日，公開第4張主視覺圖、第3條宣傳影片，並公佈下半期的主題曲詳情。

## 各集列表
| 集數    | 原文標題 | 中文標題                   | 劇本     | 分鏡            | 演出                    | 作畫監督                                                                                     | 首播日期 （2021年） |
| ------- | -------- | -------------------------- | -------- | --------------- | ----------------------- | -------------------------------------------------------------------------------------------- | ------------------- |
| BACK 01 |          | 飛來的男人是否穿著內褲     | 中島一基 | 谷口悟朗        | 吉田大輔                | 高橋美香                                                                                     | 1月8日              |
| BACK 02 |          | 夢想是否只會造成困擾       | 中島一基 | 須永司          | Won Chang hee           | Joung Eun joung、Ahn Hyo jeong、Jang Hee kyu                                                 | 1月15日             |
| BACK 03 |          | 巨大城艦是否會成為希望     | 中島一基 | 須永司          | 藤瀨順一                | 高橋美香、高澤美佳、吉岡勝                                                                   | 1月22日             |
| BACK 04 |          | 天才是否會在被遺忘時前來   | 中島一基 | 坂田純一        | 尾之上知久              | Kwon Oh sik、Jang Hee kyu Joung Eun joung、Ahn Hyo jeong                                     | 1月29日             |
| BACK 05 |          | 今日是否為昨日的明日       | 中島一基 | 谷口悟朗        | 吉田大輔                | 石井舞                                                                                       | 2月5日              |
| BACK 06 |          | 美少年牧場是否為真         | 中島一基 | 坂田純一        | Won Chang hee           | Jeong Yeon soon、Jang Hee kyu Joung Eun joung、Ahn Hyo jeong                                 | 2月12日             |
| BACK 07 |          | 壁是否如此堅硬             | 中島一基 | 須永司          | 藤瀨順一                | 高橋美香、高澤美佳、吉岡勝                                                                   | 2月19日             |
| BACK 08 |          | 滿手血腥的騎士隱藏何種祕密 | 中島一基 | 坂田純一        | 尾之上知久              | Lim Keun soo、Kwon Oh sik、Park Hoon Ahn Hyo jeong、Oh Eun soo、Joung Eun joung              | 2月26日             |
| BACK 09 |          | 語愛之唇為何藏起尖牙       | 中島一基 | 須永司          | 板庇迪                  | 石井舞、宮島彩                                                                               | 3月5日              |
| BACK 10 |          | 弱勢者是否也擁有志氣       | 中島一基 | 須永司          | 藤瀨順一                | 高橋美香、高澤美佳                                                                           | 3月12日             |
| BACK 11 |          | 是否是正面對決的戰爭       | 中島一基 | 吉田大輔        | 山田加余仲              | Jeong Yeon soon、Kwon Oh sik、Kim Hyung il、Park Hoon Oh Eun soo、Lim Keun soo、Kim Kyung ho | 3月19日             |
| BACK 12 |          | 尊嚴累積之後是否化為塵土   | 中島一基 | 須永司          | 仁科邦康                | 錦見樂、河野敏彌、廣江啓輔、岩澤亨                                                           | 3月26日             |
| BACK 13 |          | 公主挺身而出時上天是否哭泣 | 中島一基 | 坂田純一        | Won Chang hee           | Joung Eun joung、Kim Yoon jung                                                               | 4月2日              |
| BACK 14 |          | 這個戰場是否存在著愛       | 中島一基 | 須永司          | 板庇迪                  | 宮島彩、石井舞                                                                               | 4月9日              |
| BACK 15 |          | 這場動亂將產生何種變化     | 中島一基 | 坂田純一        | 尾之上知久              | Kim Yoon jung、Joung Eun joung、Oh Eun soo、Park Hoon                                        | 4月16日             |
| BACK 16 |          | 人們期望和平時，神想要什麼 | 中島一基 | 須永司          | 藤瀨順一                | 高橋美香、高澤美佳                                                                           | 4月23日             |
| BACK 17 |          | 他們是否就此挺身而出       | 中島一基 | 西村聰          | 山田加余仲              | Kim Yoon jung、Joung Yeon soon、Oh Eun soo Kim Kyoung ho、Lim Keun soo、Park Hoon            | 4月30日             |
| BACK 18 |          | 這是否是世界的真理         | 中島一基 | 須永司          | 外山草                  | 宮島彩、石井舞                                                                               | 5月7日              |
| BACK 19 |          | 你是否能收拾這一切         | 中島一基 | 坂田純一        | 尾之上知久 Kim Hyoun il | Kim Yoon jung、Joung Eun joung、Jeong Yeon soon Jang Hee kyu、Lim Keun soo                   | 5月14日             |
| BACK 20 |          | 人們的憤怒是否傳達給神     | 中島一基 | 須永司          | 板庇迪                  | 高橋美香、高澤美佳、吉岡勝、山中正博                                                         | 5月21日             |
| BACK 21 |          | 是否有人可以阻止我         | 中島一基 | 西村聰          | 山田加余仲              | Jang Hee kyu、Oh Eun soo、Kim Yoon jung Joung Eun joung、Jeong Yeon soon、Park Hoon          | 5月28日             |
| BACK 22 |          | 我為何依然活著             | 中島一基 | 吉川博明        | 谷口工作                | 北條直明、木村行隆、河野直人 山本恭平、金炅垠、大東百合惠                                    | 6月4日              |
| BACK 23 |          | 從天而降的是否是破滅的象徵 | 中島一基 | 坂田純一        | 尾之上知久              | 大東百合惠、山中正博、吉岡勝                                                                 | 6月11日             |
| BACK 24 |          | 我將前往的是否是無盡星群   | 中島一基 | 須永司 谷口悟朗 | 板庇迪 藤瀨順一         | 大東百合惠、高橋美香、山中正博、吉岡勝                                                       | 6月18日             |

## 播映平台
日本深夜動畫：下文記載的日本国内播放時間使用日本標準時間（UTC+9）表示。因為部分時間标识會採用30小时制，因此請留意这类超过24:00的时间，其實際播放時間為翌日清晨。
| 播映地區   | 播映日期               | 播映時間（UTC+9）    | 播映電視台     | 備註                                 |
| ---------- | ---------------------- | -------------------- | -------------- | ------------------------------------ |
| 東京都     | 2021年1月8日－6月18日  | 星期五 24:00 - 24:30 | TOKYO MX       |                                      |
| 栃木縣     | 2021年1月8日－6月18日  | 星期五 24:00 - 24:30 | 栃木電視台     |                                      |
| 群馬縣     | 2021年1月8日－6月18日  | 星期五 24:00 - 24:30 | 群馬電視台     |                                      |
| 日本全國   | 2021年1月8日－6月18日  | 星期五 24:00 - 24:30 | BS11           | 參與製作，BS數碼廣播，「ANIME+」時段 |
| 近畿廣域區 | 2021年1月9日－6月19日  | 星期六 26:30 - 27:00 | 朝日放送電視台 | 「ANiMAZiNG2!!!」時段                |
| 日本全國   | 2021年1月11日－6月21日 | 星期一 21:00 - 21:30 | AT-X           | CS數碼廣播，有重播                   |

## BD / DVD
| 卷數 | 發售日期       | 收錄話數       | 規格編號      | 規格編號      |
| 卷數 | 發售日期       | 收錄話數       | BD限定版      | DVD限定版     |
| ---- | -------------- | -------------- | ------------- | ------------- |
| 1    | 2021年4月28日  | 第1話－第3話   | ANZX-12901/2  | ANZB-12901/2  |
| 2    | 2021年5月26日  | 第4話－第6話   | ANZX-12903/4  | ANZB-12903/4  |
| 3    | 2021年6月23日  | 第7話－第9話   | ANZX-12905/6  | ANZB-12905/6  |
| 4    | 2021年7月28日  | 第10話－第12話 | ANZX-12907/8  | ANZB-12907/8  |
| 5    | 2021年8月25日  | 第13話－第15話 | ANZX-12909/10 | ANZB-12909/10 |
| 6    | 2021年9月29日  | 第16話－第18話 | ANZX-12911/2  | ANZB-12911/2  |
| 7    | 2021年10月27日 | 第19話－第21話 | ANZX-12913/4  | ANZB-12913/4  |
| 8    | 2021年11月24日 | 第22話－第24話 | ANZX-12915/6  | ANZB-12915/6  |

## 週邊商品
動畫播出後，隨即宣布推出七項週邊商品，包括：ROBOT魂推出的「無我」、「機漢」兩款可動Figure、S.H.Figuarts推出的巴克、艾兒夏、亞塔莉三款可動Figure、TAMASHII NATIONS Figuarts推出的巴克、艾兒夏、亞塔莉三款Q版Figure。

## 外部連結
- 官方网站（日語）
- BACK ARROW的X（前Twitter）（日語）
- 【試片】《back%20arrow》匯集強大卡司%20冒險機裝群像劇開幕 - 巴哈姆特電玩資訊站（繁體中文）